# Claremore
Claremore is een plaats (city) in de Amerikaanse staat Oklahoma, en valt bestuurlijk gezien onder Rogers County.

## Demografie
Bij de volkstelling in 2000 werd het aantal inwoners vastgesteld op 15.873.
In 2006 is het aantal inwoners door het United States Census Bureau geschat op 17.314, een stijging van 1441 (9,1%).

## Geografie
Volgens het United States Census Bureau beslaat de plaats een oppervlakte van
31,8 km², waarvan 31,2 km² land en 0,6 km² water. Claremore ligt op ongeveer 188 m boven zeeniveau.

## Plaatsen in de nabije omgeving
De onderstaande figuur toont nabijgelegen plaatsen in een straal van 16 km rond Claremore.

## Geboren
- Patti Page (1927-2013), zangeres